# ديفيد بايرون
ديفيد بايرون (بالإنجليزية: David Byron)‏ هو مغني وكاتب أغاني بريطاني، ولد في 29 يناير 1947 في إبينغ ‏ في المملكة المتحدة، وتوفي في 28 فبراير 1985 في ريدنغ في المملكة المتحدة.

## وصلات خارجية
- الموقع الرسمي
- ديفيد بايرون على موقع IMDb (الإنجليزية)
- ديفيد بايرون على موقع ميوزك برينز (الإنجليزية)
- ديفيد بايرون على موقع أول ميوزيك (الإنجليزية)
- ديفيد بايرون على موقع ديسكوغز (الإنجليزية)
- ديفيد بايرون على موقع قاعدة بيانات الفيلم (الإنجليزية)